# Пешко Сергій Миколайович
Сергі́й Микола́йович Пешко (10 лютого 1989, Дубовий Гай — 14 серпня 2014, Луганськ) — молодший сержант Збройних сил України, учасник російсько-української війни.

## Життєпис
Народився 1989 року в селі Дубовий Гай (Овруцький район, Житомирська область). 2007 року закінчив Овруцьку ЗОШ № 1, після чого навчався в ПТУ № 35. Займався дзюдо в Овруцькій ДЮСШ «Приладобудівник». До лав ЗСУ на строкову службу його призвали у 2007 році; перебував у 95-й окремій аеромобільній бригаді ЗСУ. Проходив військову службу за контрактом у миротворчих формуваннях.
У часі війни — водій, 30-та окрема механізована бригада.
Загинув під час російсько-української війни у бою під Луганськом біля селища Христофорівка (Антрацитівська міська рада). Тоді ж поліг молодший сержант Шленчак Володимир Володимирович.
Вдома залишилися батько Сергій Пешко і мама Тетяна Михайлівна та старший брат; похований 17 серпня 2014 року на військовому кладовищі в Овручі.

## Нагороди та вшанування
- 29 вересня 2014 року — за особисту мужність і героїзм, виявлені у захисті державного суверенітету та територіальної цілісності України, вірність військовій присязі під час російсько-української війни, відзначений — нагороджений орденом «За мужність» III ступеня (посмертно).
- Його портрет розміщений на меморіалі «Стіна пам'яті полеглих за Україну» в Києві: секція 2, ряд 7, місце 30.
- Вшановується 14 серпня на щоденному ранковому церемоніалі вшанування українських захисників, які загинули цього дня в різні роки внаслідок російської збройної агресії[1].
- Почесний громадянин Овруча (посмертно; рішення сімнадцятої сесії Овруцької міської ради сьомого скликання від 25 серпня 2016 року № 487)
- на фасаді будівлі овруцької ЗОШ № 1, де навчався Сергій Пешко, йому відкрито меморіальну дошку